# Соколовиці (Нижньосілезьке воєводство)
Соколовиці (пол. Sokołowice, нім. Zucklau) — село в Польщі, у гміні Олесниця Олесницького повіту Нижньосілезького воєводства.
Населення — 834 особи (2011).
У 1975-1998 роках село належало до Вроцлавського воєводства.

## Демографія
Демографічна структура станом на 31 березня 2011 року:
|          | Загалом | Допрацездатний вік | Працездатний вік | Постпрацездатний вік |
| -------- | ------- | ------------------ | ---------------- | -------------------- |
| Чоловіки | 420     | 91                 | 301              | 28                   |
| Жінки    | 414     | 99                 | 257              | 58                   |
| Разом    | 834     | 190                | 558              | 86                   |